# طوني شتريكر
طوني شتريكر (بالألمانية: Toni Stricker)‏ (و. 1930  م) هو ملحن، ومؤلفو موسيقى تصويرية وعازف كمان نمساوي، ولد في فيينا.

## جوائز
حصل على جوائز منها:

الوسام النمساوي للعلوم والفنون ‏

## وصلات خارجية
- طوني ستريكر على موقع IMDb (الإنجليزية)
- طوني ستريكر على موقع ميوزك برينز (الإنجليزية)
- طوني ستريكر على موقع قاعدة بيانات الأفلام السويدية (السويدية)
- طوني ستريكر على موقع ديسكوغز (الإنجليزية)
- طوني ستريكر على موقع كينوبويسك (الروسية)
- طوني شتريكر في قاعدة بيانات الأفلام على الإنترنت